# Archipiélago de Zanzíbar
El archipiélago de Zanzíbar es un archipiélago del océano Índico ubicado frente a la costa de Tanzania,  formado por tres islas principales —Unguja, Pemba y Mafia— y por muchas otras islas chicas.
Las islas de Unguja y Pemba forman desde hace varios siglos una entidad a su vez independiente (sultanato de Zanzíbar y República de Zanzíbar), colonizada por el Reino Unido (protectorado de Zanzíbar) o incorporada en Tanzania (Gobierno Revolucionario de Zanzíbar). La isla de Mafia siempre ha estado integrada a la Tanzanía continental (África Oriental Alemana, protectorado de Tanganica y República de Tanganica).

## Geografía
Zanzíbar es un archipiélago tanzano ubicado en el océano Índico, frente a la costa oriental de África, a la altura de la parte continental de Tanzania. Tres son las islas principales que forman este archipiélago, Unguja, Pemba y Mafia, acompañadas de varias otras islas pequeñas, islotes y arrecifes coralinos.
Unguja, también llamada erróneamente Zanzíbar, es la isla principal del archipiélago. Situada en el centro, está separada de Tanzania por el canal de Zanzíbar y alberga la ciudad más grande del archipiélago: Zanzibar City. La isla de Pemba, separada de Tanzania por el canal de Pemba, es la isla más grande al norte del archipiélago, mientras que la isla de Mafia, separada de Tanzania por el canal de Mafia, es la isla grande al sur.
Las islas son poco elevadas, siendo la altitud máxima del archipiélago de 130 metros en la cadena de Koani, en la isla de Unguja, y están rodeadas parcialmente por arrecifes de coral que forman lagunas. Su litoral es a veces muy entrecortado, con muchas penínsulas y bahías, que forman muchos puertos naturales.
Los islotes más grandes son:
- isla de la Prisión (Prison Island)
- Bawe
- Chapwani
- Chumbe
- Mnemba
- isla Misali

## Toponimia
El nombre de Zanzíbar fue dado en la Edad Media por los navegantes persas que se referían a la región costera de África Oriental, incluido el archipiélago de Zanzíbar, como Zangibar o Zanğibar, que significa "la tierra de los negros" (de zang o zanğ, "negros", y bar, "tierra", "país") o bar, que significa "lleno", "abundancia", es decir, "negros en abundancia " en persa antiguo.
Fueron los portugueses quienes, durante sus peregrinaciones por África en los siglos XV y XVI, dieron al archipiélago su nombre actual, ya que es una transcripción portuguesa del nombre árabe (forma atestiguada por Duarte Barbosa en 1516).
En la antigüedad, el archipiélago era conocido como Tangenae por Plinio el Viejo, Azania por Claudio Ptolomeo y Zingion por Cosmas Indicopleustes, todos ellos tomados de los árabes, en particular de la lengua del sur de Arabia (especialmente la lengua sabaeana del reino de Saba, del que se dice que el archipiélago fue una posesión según la leyenda). Los comerciantes de esclavos árabes la llamaban Zenj, palabra con la que también se referían a los habitantes de la costa oriental de África y de la que deriva el nombre de "Zanzíbar".

## Historia

### Época temprana
Los primeros rastros de asentamientos humanos datan de la LSA. En el curso de la expansión bantú, de habla bantú Bantu-speaking se impusieron en las islas. 
Árabe Los comerciantes que recorrieron la isla en el siglo VIII llamaron a la costa de las islas (en árabe). Con ellos llegó la religión aún predominante hoy en día, el Islam. Como consecuencia de las dificultades de comunicación entre los comerciantes y los habitantes de la costa, se desarrolló una nueva lengua: el swahili, también conocido como swaheli o swahili (habitantes de la costa), una mezcla de árabe y las lenguas bantúes de los pueblos indígenas, por lo que la lengua seguía siendo una lengua de clase africana en cuanto a estructura, con un vocabulario originario del árabe en torno al 30 %, pero que también integraba palabras del inglés, el alemán y varias lenguas indias.
En el siglo X se establecieron comerciantes persas. Son los antepasados de los Shirasi.
Ya en el siglo X, los árabes habían establecido asentamientos en la región, que se convirtieron en florecientes repúblicas. Cuando Vasco da Gama visitó Zanzíbar el 28 de enero de 1499, encontró ciudades bien construidas y ricas que mantenían un animado comercio con la India.
En 1503, el portugués Ruy Lourenço Ravasco desembarcó en Unguja y construyó allí un puesto comercial. Zanzíbar quedó sujeta a tributo y en 1505 João Homere tomó plena posesión portuguesa. En los años siguientes, los portugueses controlaron todo el comercio del océano Índico.
Hacia finales del siglo XVII, los portugueses perdieron todas sus posesiones al norte de Mozambique a manos del Imam de Mascate; Zanzíbar se perdió en 1698. Bajo el dominio del imán, el país se desintegró en numerosos pequeños estados y comunidades.

### Bajo el dominio de los árabes de Omán
En los siglos XVII al XIX, bajo el gobierno del Sultán de Omán, Zanzíbar fue un centro de trata de esclavos de África oriental. Durante siglos, la isla llana de Unguja (la mayor isla de África Oriental después de Madagascar) fue uno de los centros comerciales más importantes del Océano Índico. La trata de esclavos y el comercio de marfil y, a partir de 1818, el cultivo de clavo hicieron de la isla un lugar rico, famoso, notorio y deseable. A cambio, los amos musulmanes de Zanzíbar dependían de la compra de armas de fuego y municiones para poder imponer las estructuras de dominio de la esclavitud (comercio de esclavos, caza de esclavos y caravanas de esclavos) en el interior de África.

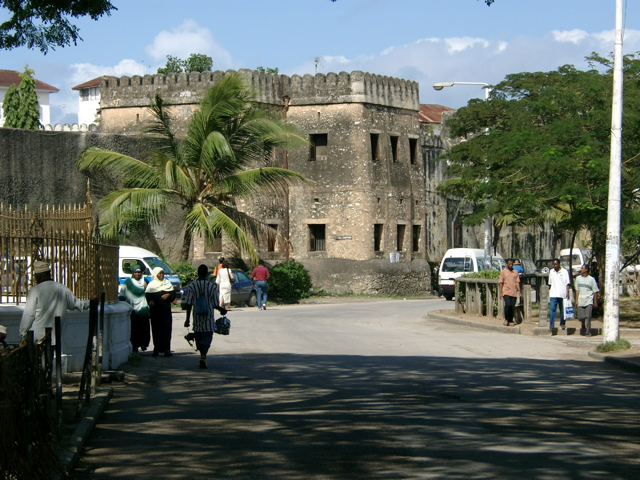
El antiguo fuerte de Stone Town, en Zanzíbar.

A partir del siglo XVIII, los árabes ejercieron una influencia cada vez mayor en la isla de Unguja, de gran importancia estratégica. El principal negocio era la trata de esclavos, que funcionaba como comercio de tránsito entre las islas. A principios del siglo XIX se "comerciaba" anualmente con entre 6.000 y 10.000 esclavos. Se calcula que los esclavos constituían el 75% de la población total.

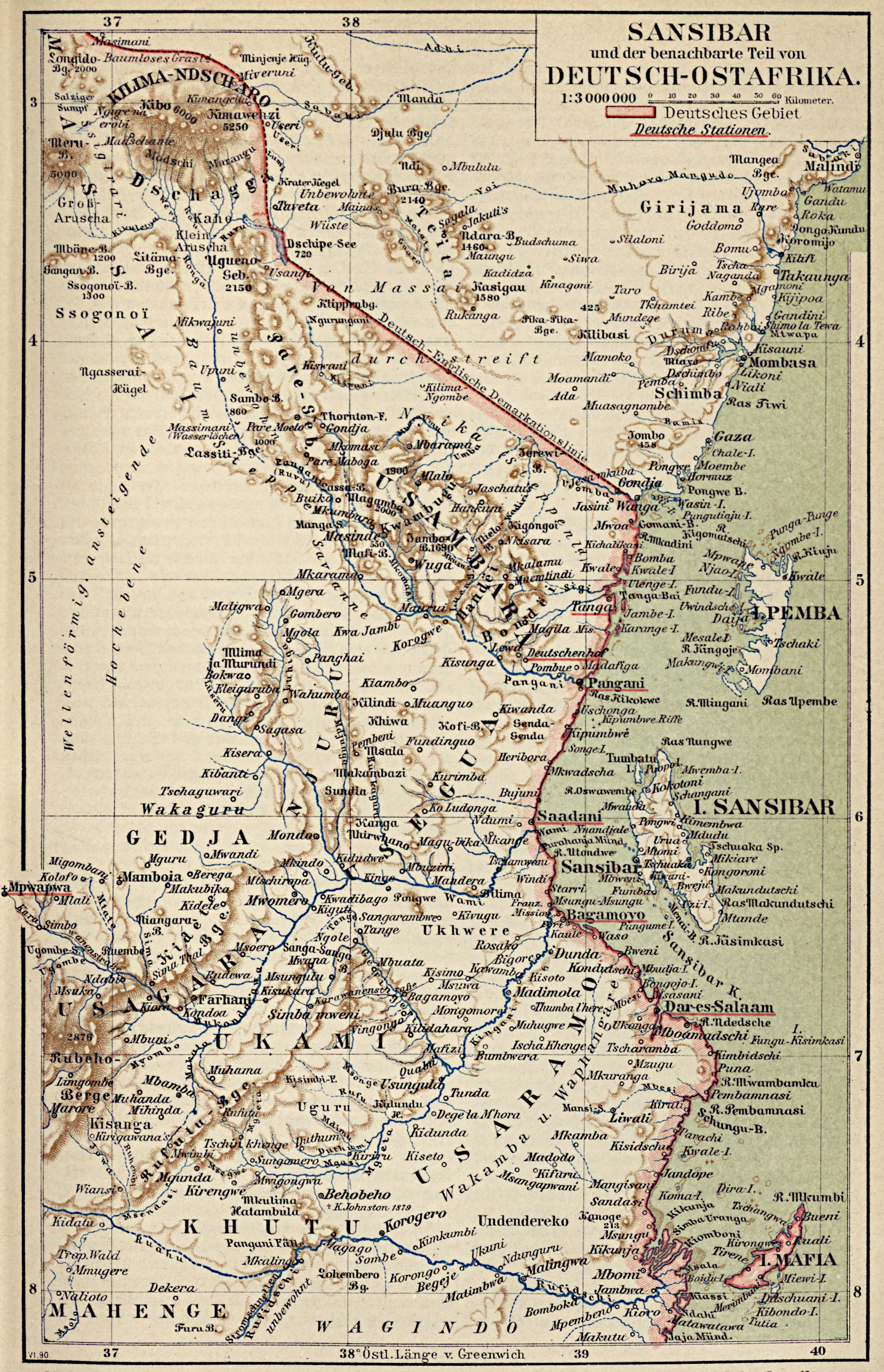
Mapa histórico (c. 1890)

Desde 1784, el sultán de Mascate gobernaba la isla de Unguja directamente a través de un gobernador. Sin embargo, estos gobernadores y los de la costa oriental africana se hicieron cada vez más independientes, pero fueron sometidos de nuevo por el sultán Sayyid Saʿîd. En 1829 cayó Mombasa, y en 1837 también cayó Zanzíbar por traición. En 1829, el sultán estableció la primera plantación de clavo en Unguja.
En 1832, inicialmente de forma provisional, y finalmente en 1840, el sultán decidió trasladar la corte omaní a Zanzíbar. Durante esta época, llegaron a Zanzíbar comerciantes europeos y estadounidenses. Los Estados Unidos de América fueron el primer país "occidental" en abrir un consulado en 1837. El consulado británico le siguió en 1841 y el francés en 1844. Esto significó que el Sultánat también fue reconocido internacionalmente.
[File:Zanzibar in colonial times.jpg|mini|left|Zanzíbar en la época colonial]]
Tras la muerte de Sayyid Saʿīd (dinastía Bū-Saʿīd) en 1856, el sultanato quedó dividido. Su hijo Sayyid Mâdjid se convirtió en Sultán de Zanzíbar. Tras su muerte, el 7 de octubre de 1870, un hermano menor del sultán, Barghash ibn Saʿîd, se convirtió en soberano del territorio y, a su muerte en 1888, le sucedió su segundo hermano, Sayyid Jalifa ibn Said.
Hacia 1870, el dominio del sultanato de Zanzíbar sobre África Oriental se había extendido tierra adentro hasta el otro lado del lago Tanganica. Esto provocó un conflicto de intereses con la Sociedad Alemana de África Oriental, que empezó a adquirir derechos de dominio en el continente a partir de 1884. El 1 de noviembre de 1886, una comisión germano-británica definió las fronteras de las posesiones continentales de Zanzíbar. En consecuencia, debían abarcar una franja costera de diez millas náuticas de ancho desde Cabo Delgado (hoy Mozambique) hasta Kipini (hoy Kenia) con todas las islas costeras y las ciudades de Kismaayo, Baraawe, Merka, Mogadiscio y Warsheikh en la actual Somalia. El representante británico en esta comisión fue el posterior mariscal de campo Horatio Herbert Kitchener. En 1887/89, la costa de lo que más tarde se convertiría en Kenia fue arrendada a la Compañía Imperial Británica de África Oriental y administrada por los británicos hasta la independencia. La sección costera del sur fue arrendada a los alemanes en 1888 y vendida a éstos el 28 de octubre de 1890. Las ciudades del norte se arrendaron a Italia en 1892 y se vendieron en 1906 (Mogadiscio no se vendió hasta 1924).
Los británicos, que ya se habían establecido en la isla antes de la Conferencia de África, obligaron al sultán Barghash ibn Saʿîd a poner fin al comercio de esclavos en 1873. Sin embargo, el sultán permitió que continuara extraoficialmente, de modo que se desarrolló un mercado negro de esclavos, que existió hasta 1897 y siguió reportando elevados ingresos a la clase alta árabe.
Zanzíbar fue también un importante centro de erudición islámica en esta época. Uno de los eruditos más importantes que trabajaba aquí era Ahmad ibn Sumait de las Comoras, que fue nombrado Qadi de Zanzíbar por el sultán Barghash en 1883. Ibn Sumait, que era un apasionado partidario de la escuela shafiíta entró en conflicto con el sultán ibadi en 1886 y huyó del país. Sultán en 1886 y huyó del país, pero regresó a Zanzíbar en 1888 tras su muerte y fue nombrado de nuevo Qadi. Como muchos otros eruditos islámicos de su época, Ibn Sumait se vio influido por las ideas reformistas de Muhammad Abduh, aunque no compartió su rechazo al sufismo, sino que defendió su orden, la Tarīqa ʿAlawīya, frente a los ataques de los eruditos reformistas. Zanzíbar también se convirtió en un centro de difusión de la orden Qādirīya a finales del siglo XIX, después de que dos jeques de Baraawe, ʿAbd al-ʿAzīz al-Amawī (1838-1896) y el jeque Uwais ibn Muhammad (1847-1909), lo habían introducido aquí. El jeque Mjana Kheri, discípulo del jeque Uwais, difundió la orden Qādirīya entre los esclavos de las plantaciones de Zanzíbar por la misma época.
Zanzíbar fue el lugar de una de las guerras más cortas de toda la historia, que duró treinta y siete minutos y fue un enfrentamiento entre los soldados británicos y los soldados de la isla de Zanzíbar.

## Estatuto político
En la formación de Tanzania por la asociación de los estados de Tanganyika y de Zanzíbar, el archipiélago quedó englobado bajo un mismo país y dividido en seis regiones: Pemba Norte y Pemba Sur, en la isla de Pemba; Unguja Central/Sur, Unguja Norte y Unguja Ciudad/Oeste, en la isla de Unguja. Las seis regiones forman la entidad administrativa autónoma del Gobierno Revolucionario de Zanzíbar, mientras que la isla de Mafia fue asignada a la Región de Pwani.

## Demografía

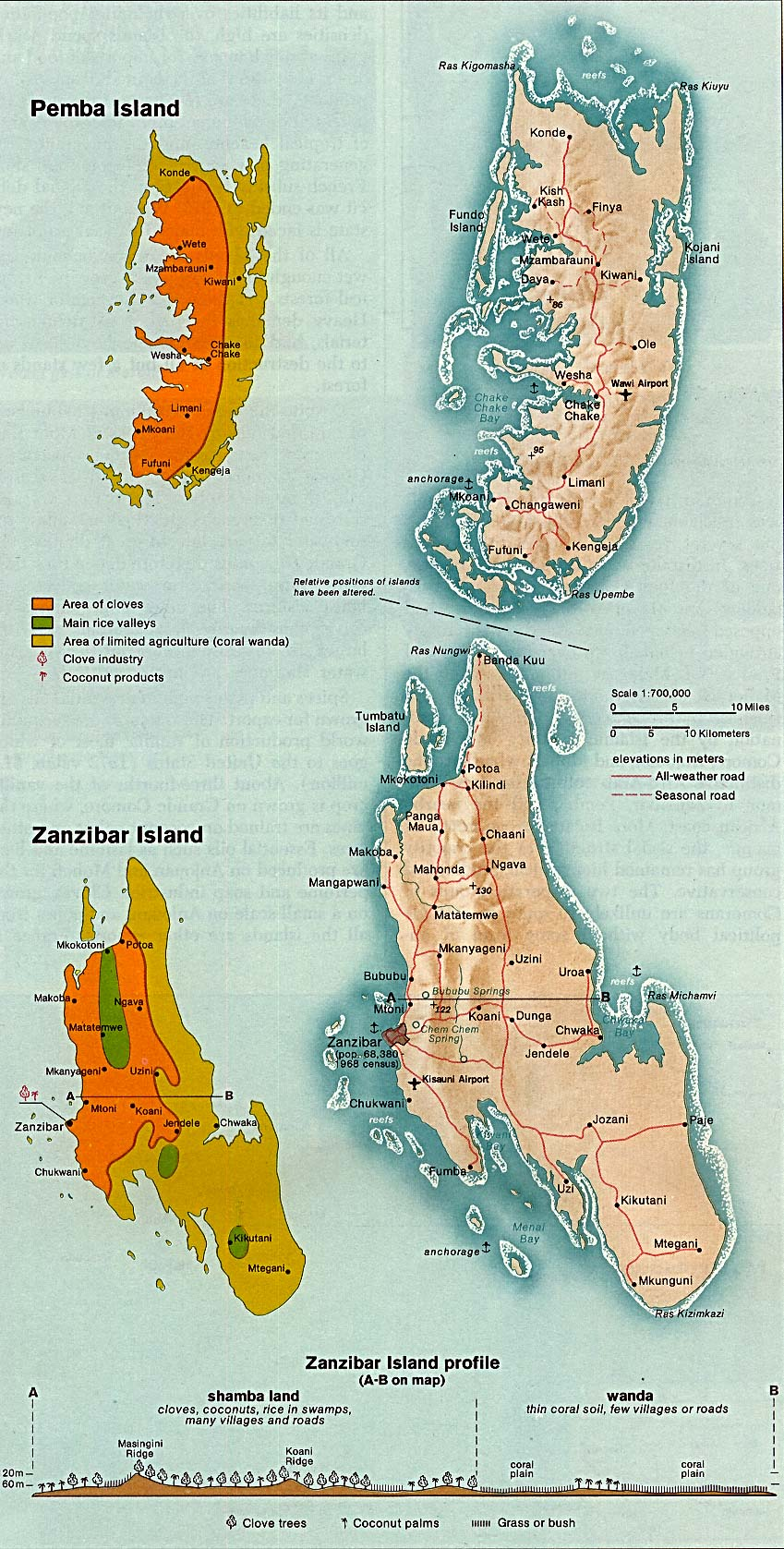
Mapas temáticos de Pemba y Unguja

La mayoría de los habitantes y de las infraestructuras de las islas de Unguja y Pemba se encuentran en el oeste de las islas, ya que el coral impide la agricultura en las partes orientales. La ciudad principal del archipiélago y capital del Gobierno Revolucionario de Zanzíbar es la ciudad de Zanzíbar (Zanzibar City), situada en la isla de Unguja, que en el año 2002 contaba con una población metropolitana de 205 870 habitantes.
Los isleños se llaman zanzibaris. En 2002 eran 981.754 personas. Se componen de africanos, indios, persas (pueblo) y árabes, así como de numerosos mestizos de estos grupos.
En el último censo antes de la independencia, el 97% de la población era islámica. El 3% restante eran hindúes, cristianos o seguidores de religiones africanas. Sin embargo, como la afiliación religiosa no se ha registrado en los censos de población desde la independencia por razones políticas, es posible que la relación porcentual haya cambiado. El idioma nacional es el suajili. En Zanzíbar vive también un pequeño grupo de unos 10 000 ibaditas. La situación en Zanzíbar es problemática para la integridad del Estado de Tanzania y el joven sistema multipartidista democrático, ya que el Frente Cívico Unido (CUF) es acusado reiteradamente de ser una fuerza islámico-árabe que lucha por la expansión de la autonomía y, en última instancia, la independencia como Estado Islámico.El trasfondo de las acusaciones es el hecho de que el partido gobernante Chama Cha Mapinduzi, el Partido Revolucionario, sólo tiene que enfrentarse a una oposición seria en forma de CUF en Zanzíbar. Por ello, la CUF es combatida con muchos medios y acusada, entre otras cosas, de ser un partido islamista.
La población creció rápidamente en el siglo XX. En 1920 sólo vivían 114.000 personas; en 1935, 234.000; en 1963, 319.000; en 1967, 364.000; en 1978, 479.000; en 1988, 623.000, y en 2002, 981.754.

## Clima

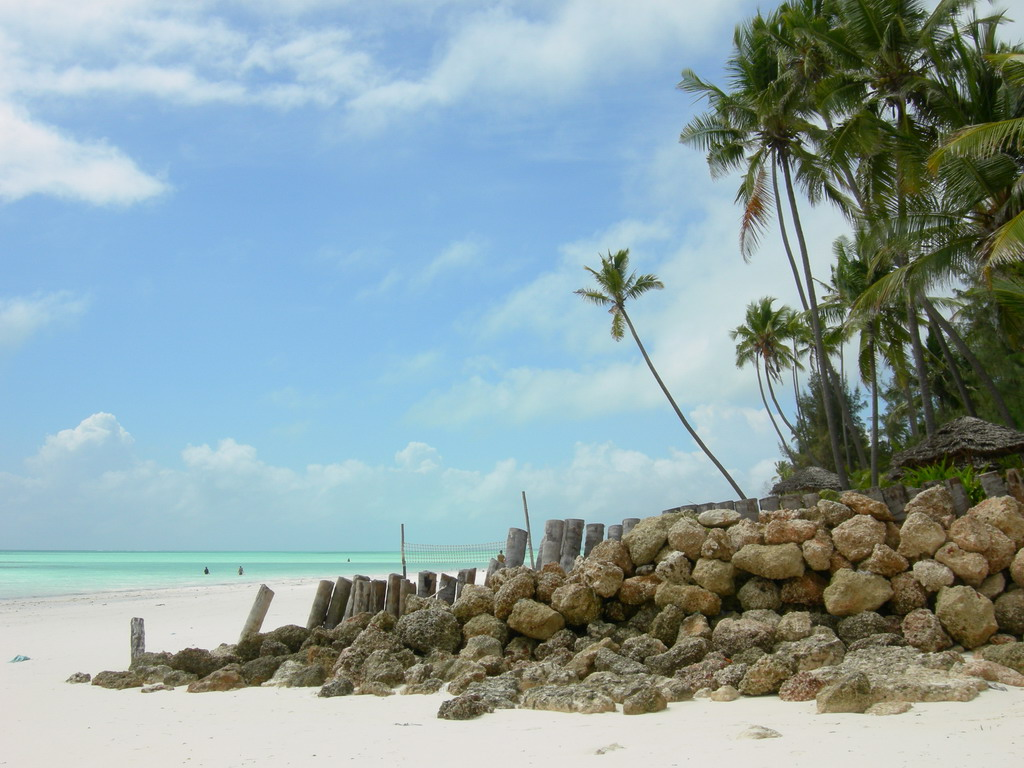
Makunduchi, archipiélago de Zanzíbar, Región Centro Sur de Unguía.

El archipiélago de Zanzíbar está sujeto a un clima ecuatorial caracterizado por dos estaciones de lluvias: la más importantes (masika) se desarrolla desde marzo hasta mayo y la más pequeña (vuli) a partir de mediados de octubre a diciembre. Entre ambas hay una estación seca, principalmente de junio a octubre. El mes de febrero es el más caluroso y el más frío es agosto. Las islas aunque están muy cerca del ecuador no están sometidos al paso de los ciclones.

### Flora y fauna
Los hábitats marinos, como las praderas de pastos marinos, los arrecifes de coral y las manglares, desempeñan un papel esencial en el aprovechamiento de la naturaleza de Zanzíbar. Muchas de las playas del archipiélago son frecuentadas por tortugas marinas para desovar. En Nungwi hay un centro de cría y conservación de tortugas marinas. Numerosas especies de grandes tiburones, como el tiburón toro o el tiburón tigre, viven frente a la costa continental africana, así como grandes devoradores de plancton, como el tiburón ballena.
La fauna de Unguja documenta el puente terrestre de la isla con el continente africano durante la última glaciación. La diversidad de hábitats terrestres y semiacuáticos de las islas abarca desde manglares hasta matorrales y grandes extensiones de palmeras.
El mono narigudo de Zanzíbar es endémico. La mayoría de los animales viven en la isla principal de Unguja, algunos también en Pemba. Su hábitat son los bosques; además del bosque primario, también pueden encontrarse en el bosque secundario y están protegidos en varios Parques Nacionales Forestales. El leopardo de Zanzíbar era una de las endémica] [subespecie. Se considera extinto desde 1991.
Los hábitats marinos de arrecifes de coral, praderas de pastos marinos y bosques de manglares de la zona costera se encuentran alrededor de todas las islas del archipiélago de Zanzíbar.

## Agricultura
.

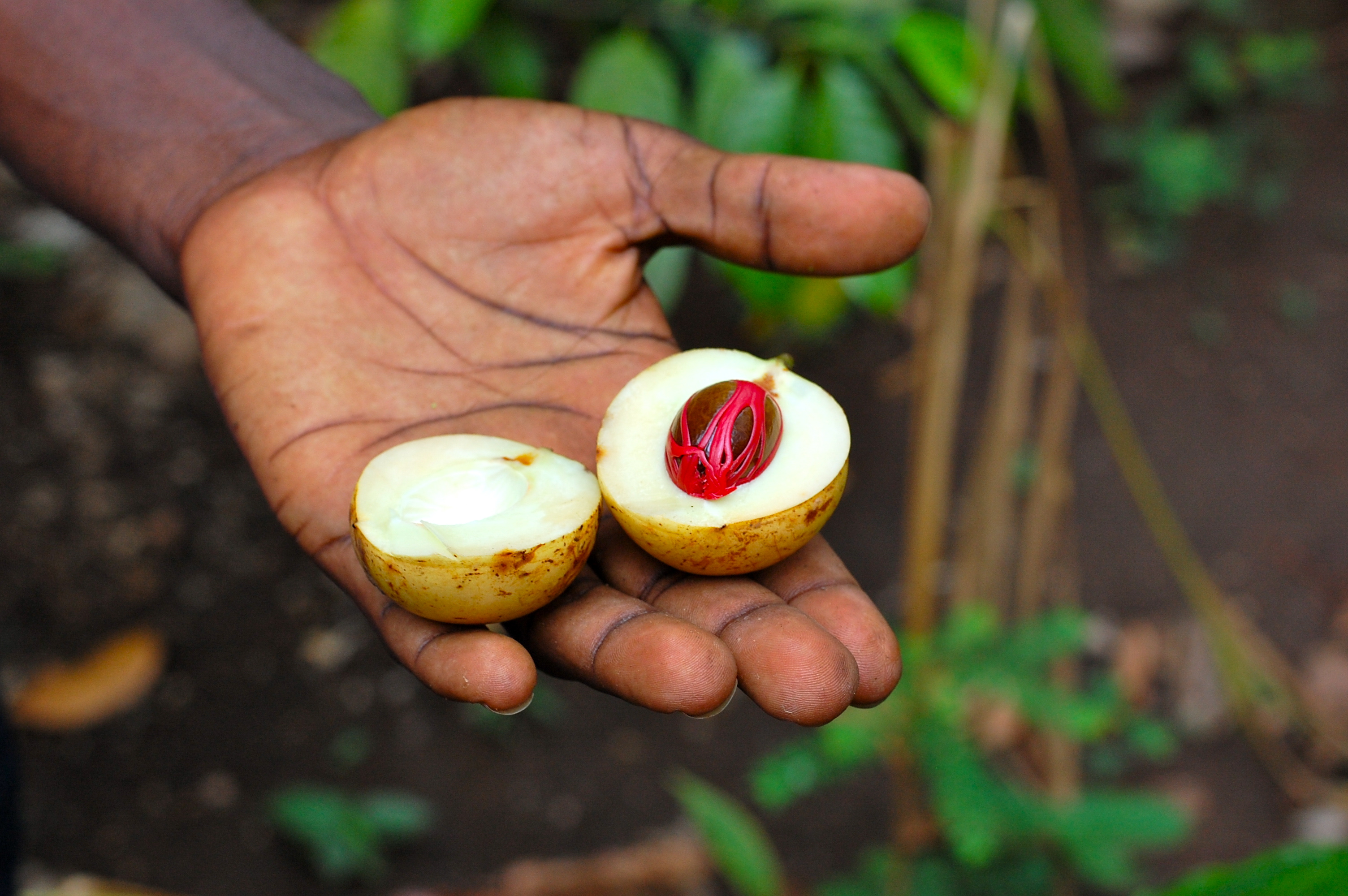
Nuez moscada fresca en una granja de especias.

Los principales cultivos de las islas de Unguja y de Pemba son el clavo de olor (en el oeste de las islas), el arroz y coco (solo en Unguja). El este de las islas es poco propicio para la agricultura debido a la presencia de un suelo coralino poco delgado que solo permite la formación de sabana y matorrales.
Las industrias de transformación de clavo de olor  y de la nuez de coco se encuentran en Unguja, en la ciudad de Zanzíbar.